# Maxine Waters
Maxine Moore Waters (de soltera Carr) (San Luis, Misuri,15 de agosto de 1938 ) es una política estadounidense que ha sido representante estadounidense para el 43.º distrito del Congreso de California desde 1991. El distrito incluye gran parte del sur de Los Ángeles, tanto como partes de Gardena, Inglewood y Torrance.

## Biografía
Hija de Remus Carr y Velma Lee (de soltera Moore) fue la quinta de trece hermanos, criada por su madre soltera después de que su padre abandonara la familia cuando Maxine tenía dos años. Se graduó en el instituto Vashon de San Luis antes de trasladarse con su familia a Los Ángeles en 1961. Trabajó en una fábrica de ropa y como telefonista antes de ser contratada como profesora ayudante en el programa Head Start de Watts en 1966. Más tarde,  se matriculó en el Los Angeles State College (ahora Universidad Estatal de California, Los Ángeles), donde se licenció en Sociología en 1971.
En 1973, trabajó como ayudante jefe del concejal David S. Cunningham, Jr. En 1976 fue elegida miembro de la Asamblea del Estado de California. En la Asamblea, trabajó por la desinversión de los fondos de pensiones del Estado en cualquier empresa activa en Sudáfrica, país que entonces operaba bajo la política del apartheid, y ayudó a aprobar legislación dentro de las directrices de los Principios Sullivan de la campaña de desinversión. Ascendió al cargo de Presidenta del Grupo Demócrata de la Asamblea.

### Cámara de Representantes de EE.UU.
Durante sus estudios, Maxine Waters inició una carrera política. Entre 1972 y 1988 fue delegada a todas las Convenciones Nacionales Demócratas ; De 1977 a 1991 se desempeñó como miembro de la Asamblea del Estado de California.
Tras la jubilación de Augustus F. Hawkins en 1990, Waters fue elegida miembro de la Cámara de Representantes de los Estados Unidos por el 29.º distrito congresual de California con más del 79% de los votos. Ha sido reelegida constantemente por este distrito, renumerado como distrito 35 en 1992 y como 43 en 2012, con al menos el 70% de los votos.Waters ha representado a amplias zonas del centro-sur de Los Ángeles y a las comunidades costeras de Westchester y Playa del Rey, así como a las ciudades de Torrance, Gardena, Hawthorne, Inglewood y Lawndale.
Después de una redistribución de distritos, representó al distrito 35 del Congreso de su estado desde 1993 y al distrito 43 del Congreso desde 2013, que, a pesar de los diferentes nombres, siempre incluyó áreas similares con partes de la ciudad de Los Ángeles. Tras su exitosa reelección en 2020, ha sido miembro del Congreso de los Estados Unidos durante 16 elecciones. Su mandato actual en la Cámara de Representantes del 117.º Congreso se extiende hasta el 3 de enero de 2023.
Waters es presidente del Comité de Servicios Financieros y miembro del Subcomité Selecto sobre la Crisis del Coronavirus. Anteriormente también fue miembro del Comité de Justicia.

## Reconocimientos
- Centro de Preparación Maxine Waters en Watts, California - bautizado con su nombre mientras era miembro de la Asamblea de California
- Cofundadora del Foro de Mujeres Negras
- Cofundadora de Community Build
- Recibió el premio Bruce F. Vento del National Law Center on Homelessness & Poverty por su labor en favor de las personas sin hogar.
- Premio Candace, Coalición Nacional de 100 Mujeres Negras, 1992.[7]

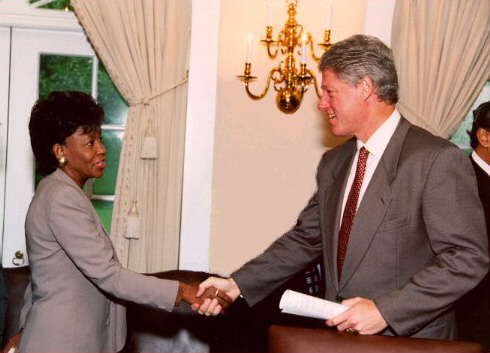
Waters saludando al presidente Bill Clinton en 1994